# Dub Židák
Dub Židák u Rožďalovic - dub zimní (Quercus petraea) je památný strom, který roste na okraji lesa Židák u zeleně značené turistické cesty vedoucí z města Rožďalovice v okrese Nymburk k Bučickému rybníku. Roste asi 0,6 km severovýchodně od centra Rožďalovic. 

## Základní údaje
- název: Dub Židák u Rožďalovic
- výška: 30 metrů [1]
- obvod: 383 centimetrů[1]
- věk: neuveden
- nadmořská výška: asi 200 metrů
- umístění: Středočeský kraj, okres Nymburk, obec Rožďalovice
- stav stromu: stav dubu je velmi dobrý, má mohutnou, hustou a víceméně pravidelnou korunu.

## Fotogalerie

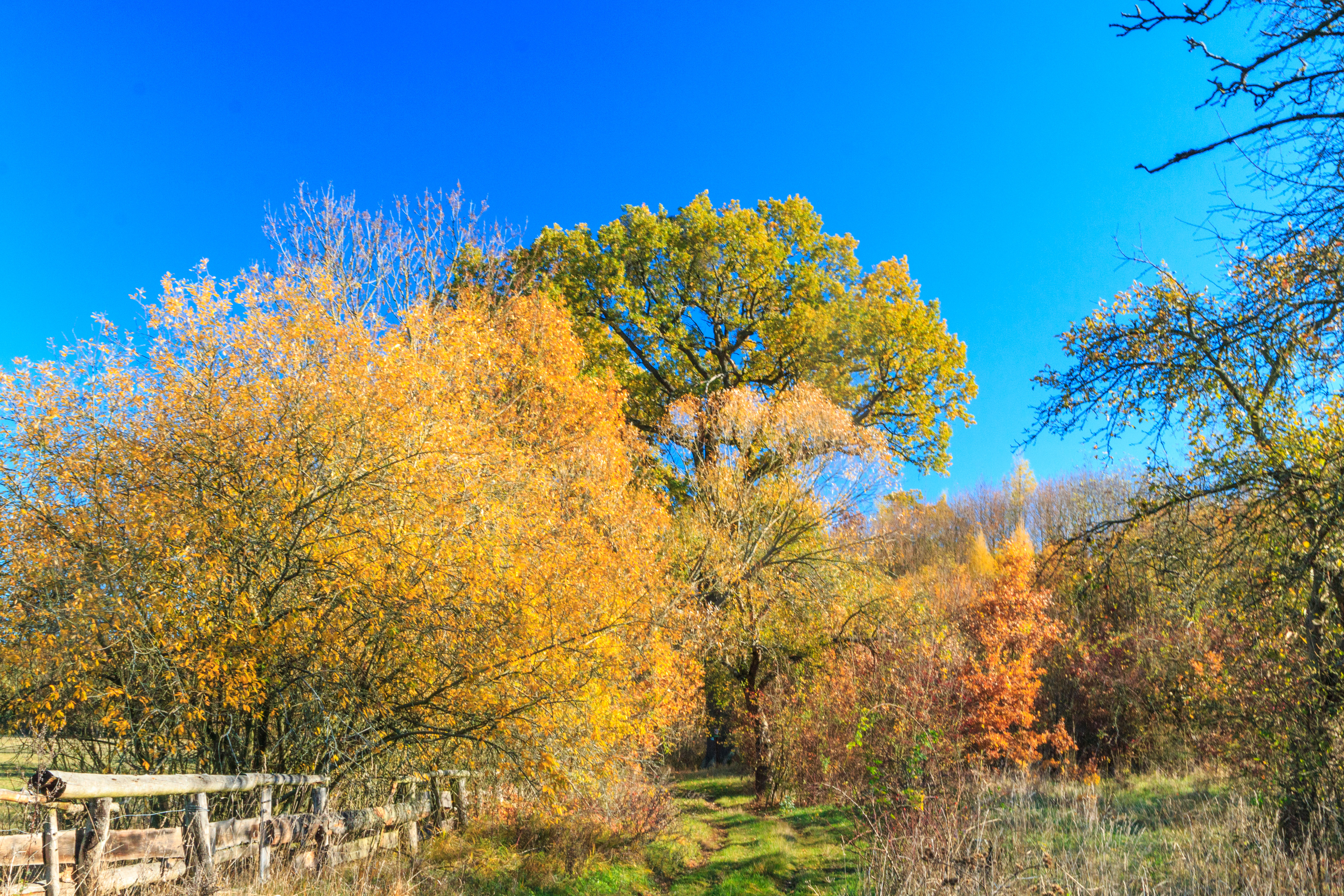
pohled na dub Židák na podzim 2018
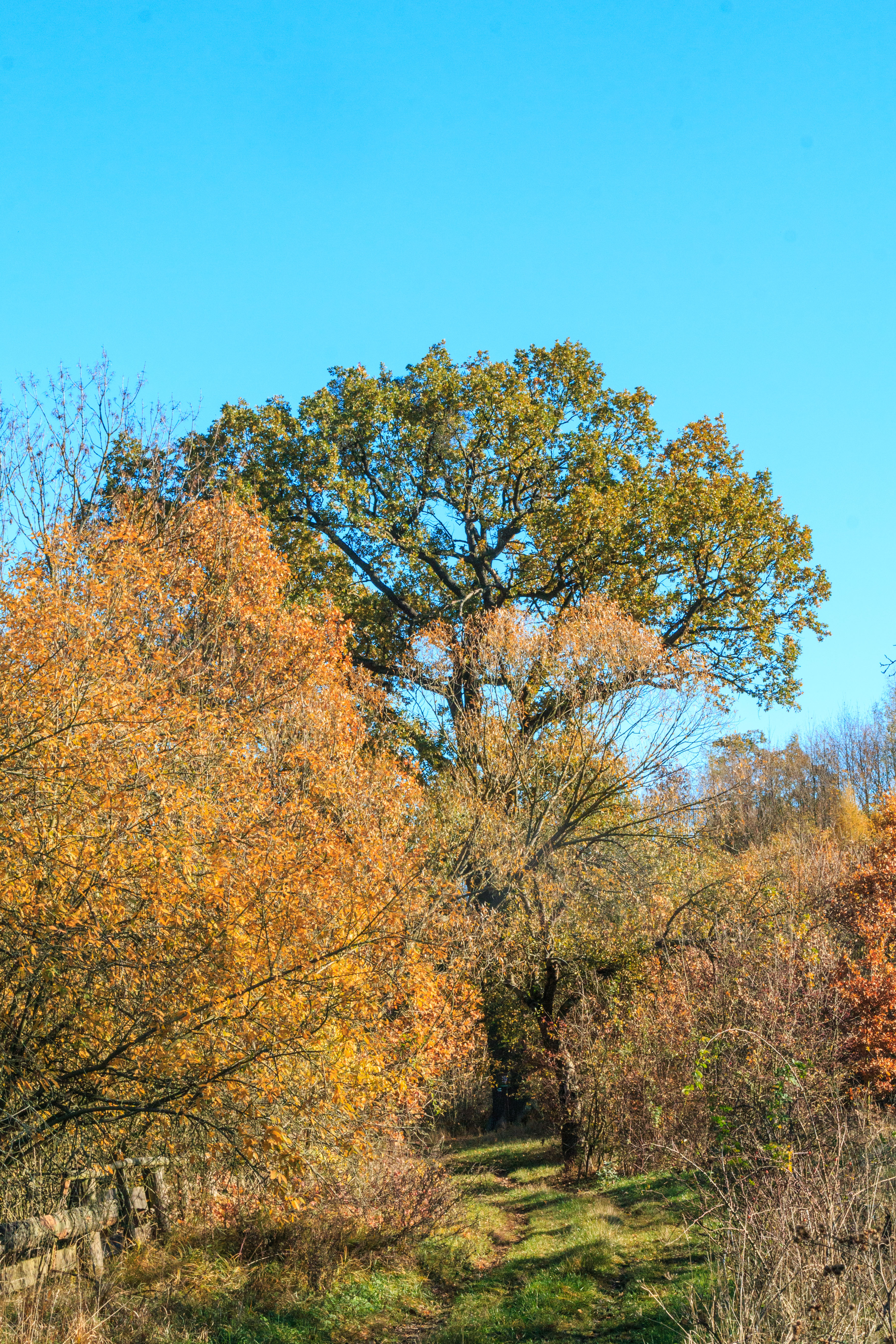
pohled na dub Židák na podzim 2018